# Live from KCRW
Live from KCRW es el cuarto álbum de estudio del grupo australiano Nick Cave & The Bad Seeds, publicado por la compañía discográfica Bad Seeds Ltd. en noviembre de 2013. El álbum incluye una sesión en directo para la cadena de radio KCRW grabada el 18 de abril de 2013 en los Apogee Studios de Los Ángeles, California. La sesión, que incluyó versiones reducidas al mínimo de canciones del catálogo del grupo y de su más reciente trabajo, Push the Sky Away (2013), fue grabado por Bob Clearmountain.
Live from KCRW fue publicado en formato CD y LP y como descarga digital. La edición en vinilo incluyó dos canciones extra, «Into My Arms» y «God is in the House», que fueron excluidas de previas sesiones de Nick Cave & The Bad Seeds para KCRW.

## Recepción
Desde su publicación, Live from KCRW ha obtenido reseñas generalmente positivas de la prensa musical, con un promedio de 77 sobre 100 en la web Metacritic basado en catorce reseñas. Mark Deming, de Allmusic, comentó que the Bad Seeds «estaban llamando una paleta de sonidos que van desde lo espectral hasta lo majestuoso, y mientras acompañan a Nick Cave en un conjunto de su material más contemplativo», y definió el material como «impresionante, sobre todo teniendo en cuenta la naturaleza en una única toma de la grabación». El autor otorgó al álbum una calificación de tres estrellas y media. En su crónica para Drowned in Sound, Matthew Slaughter describió cómo «Cave el baladista sigue siendo una bestia, pero bonita... cada temblor y cada declamación llega profundo dentro del tímpano, y luego descansa ahí». Slaughter añadió que «es fácil saborear las raspaduras de guitarra tenor de Warren Ellis, la simple y efectiva percusión de Jim Slcavunos, el preciso y tarareante bajo de Martyn Casey y el ominoso órgano de Barry Adamson... ya que marcan la poesía a menuda confusa». En su crónica para Exclaim!, Vish Khanna comentó: «Aquí [el grupo] se desnuda para tocar más apacible. Eso no quiere decir que no sea intenso o pensativo por derecho propio; Cave es un maestro del fraseo y sabe cómo aumentar el suspense y el drama en sus letras cuidadosamente escritas», otorgando al álbum una puntuación de ocho sobre diez. Por su parte, Kitty Empire, de The Observer, otorgó al álbum tres de un total de cinco estrellas, seleccionó «Higgs Boson Blues» como la canción más destacada de Live from KCRW y se refirió a ella como «una meditación sobre asuntos temporales» y «aún más amplia aquí que en Push the Sky Away».
Otra reseña positiva en The Quietus, firmada por Julian Marszalek, comentó que Live from KCRW «es una delgada declaración de dónde están The Bad Seeds aquí y ahora... Suenan tan confortables en su música como en los buenos trajes que llevan». Marszalek añadió que Warren Ellis «ha tomado la posición de Ministro de los Ruidos Siniestros y que su maestría con instrumentos de cuatro cuerdas y con loops han creado un impacto imborrable en la banda», definiendo su contribución como «la anchura del sonido que ahora define a The Bad Seeds». En su reseña para Pitchfork Media, Stuart Berman se refirió al álbum como «algo así como un comodín» entre otros álbumes en directo del grupo, explicando además que es «distinguido no solo por su ambiente informal, sino también por sus bienvenidas variaciones del guión estándar de The Bad Seeds con una selección saludable de canciones profundas que no dejan mucho en el aire».

## Lista de canciones
Todas las canciones escritas y compuestas por Nick Cave excepto donde se anota. 
| Edición en CD |                             |                           |          |  |
| N.º           | Título                      | Escritor(es)              | Duración |  |
| 1.            | «Higgs Boson Blues»         | Nick Cave, Warren Ellis   | 8:46     |  |
| 2.            | «Far from Me»               |                           | 5:27     |  |
| 3.            | «Stranger Than Kindness»    | Anita Lane, Blixa Bargeld | 4:53     |  |
| 4.            | «The Mercy Seat»            | Cave, Mick Harvey         | 5:11     |  |
| 5.            | «And No More Shall We Part» |                           | 3:51     |  |
| 6.            | «Wide Lovely Eyes»          | Nick Cave, Warren Ellis   | 4:13     |  |
| 7.            | «Mermaids»                  | Nick Cave, Warren Ellis   | 5:23     |  |
| 8.            | «People Ain't No Good»      |                           | 5:18     |  |
| 9.            | «Push the Sky Away»         | Nick Cave, Warren Ellis   | 4:46     |  |
| 10.           | «Jack the Ripper»           |                           | 4:28     |  |

| Edición en LP |                             |                           |          |  |
| N.º           | Título                      | Escritor(es)              | Duración |  |
| 1.            | «Higgs Boson Blues»         | Nick Cave, Warren Ellis   | 8:46     |  |
| 2.            | «Far from Me»               |                           | 5:27     |  |
| 3.            | «Stranger Than Kindness»    | Anita Lane, Blixa Bargeld | 4:53     |  |
| 4.            | «The Mercy Seat»            | Nick Cave, Mick Harvey    | 5:11     |  |
| 5.            | «And No More Shall We Part» |                           | 3:51     |  |
| 6.            | «Wide Lovely Eyes»          | Nick Cave, Warren Ellis   | 4:13     |  |
| 7.            | «Mermaids»                  | Nick Cave, Warren Ellis   | 5:23     |  |
| 8.            | «People Ain't No Good»      |                           | 5:18     |  |
| 9.            | «Into My Arms»              |                           | 3:48     |  |
| 10.           | «God is in the House»       |                           | 4:26     |  |
| 11.           | «Push the Sky Away»         | Nick Cave, Warren Ellis   | 4:46     |  |
| 12.           | «Jack the Ripper»           |                           | 4:28     |  |

## Personal
Nick Cave and the Bad Seeds
- Nick Cave: voz y piano
- Warren Ellis: guitarra tenor, violín, loops y coros
- Martyn P. Casey: bajo
- Jim Sclavunos: batería y coros
- Barry Adamson: órgano y coros

Equipo técnico
- Bob Clearmountain: grabación y mezclas
- Brandon Duncan: grabación y asistente de mezclas
- Kevin Paul: remezclas
- Howie Weinberg: masterización
- Dan Gerbarg: masterización
- Tom Hingston Studio: diseño de portada
- Larry Hirshowitz: fotografía
- Andrew Whitton: fotografía

## Posición en listas
| País              | Lista                          | Posición |
| ----------------- | ------------------------------ | -------- |
| Alemania          | German Albums Chart            | 51       |
| Austria           | Austrian Ö3 Albums Chart       | 24       |
| Bélgica (Flandes) | Belgian Albums Chart           | 21       |
| Bélgica (Valonia) | Belgian Albums Chart           | 65       |
| Dinamarca         | Danish Albums Chart            | 29       |
| Estados Unidos    | Billboard Independent Albums   | 41       |
| Irlanda           | Irish Albums Chart             | 77       |
| Irlanda           | Irish Independent Albums Chart | 10       |
| Francia           | French SNEP Albums Chart       | 107      |
| Países Bajos      | Dutch Albums Chart             | 46       |
| Suiza             | Swiss Hitparade Albums Chart   | 61       |
| Reino Unido       | UK Independent Albums Chart    | 5        |